# Clip-Air
Clip-Air hay  pod plane là một ý tưởng thiết kế máy bay được giới thiệu lại bởi École Polytechnique Fédérale de Lausanne ở Thụy Sĩ. Các nhà phát triển đang lên kế hoạch xây dựng một mô hình mẫu dài 10 m.

## Cấu tạo
Clip-Air gồm 2 thành phần chính: phần bay gồm có khung bay (airframe), buồng lái và các động cơ; và các khoang hình con nhộng gồm dùng để chở hàng hoặc hành khác. Thành phần bay và các khoang con nhộng có thể tách rời hoặc ghép nối với nhau theo nhiều cách.